# Convento de Nuestra Señora de Belén (Valladolid)
El convento de Nuestra Señora de Belén fue un cenobio cisterciense en Valladolid.

## Historia
El convento fue fundado por Mencía de Guzmán hacia 1507. Mencía había sido reconocida esposa de Diego Gómez de Sandoval, I marqués de Denia, tras un arduo proceso judicial que incluyó la intervención de diversos pontífices (desde Sixto IV hasta Alejandro VI).
Tradicionalmente la historiografía ha atribuido la fundación del convento a María de Sandoval, nieta del I marqués de Denia e hija de Bernardo de Rojas y Sandoval, II marqués de Denia.
Hacia 1559 algunas de las religiosas del convento fueron acusadas de protestantismo. Estas ideas podrían haber sido introducidas por el doctor Agustín Cazalla.
En la iglesia de esta primera ubicación del convento serían enterrados algunos de los miembros de la Casa de Sandoval, como Bernardo de Sandoval y Zúñiga, III conde de Lerma e hijo de Luis Gómez de Sandoval, III marqués de Denia. 
A principios del siglo XVII, cambiaron de ubicación pasando a un amplio solar que les fue ofrecido por su patrono, Francisco Gómez de Sandoval, I duque de Lerma, valido de Felipe III. 
En 1841 el convento pasó al de las Huelgas Reales en Valladolid, fusionándose ambas comunidades.
Los edificios del convento persistieron hasta alrededor de 1924 cuando se derribaron para construir el colegio San José, regido por la Compañía de Jesús.

## Descripción

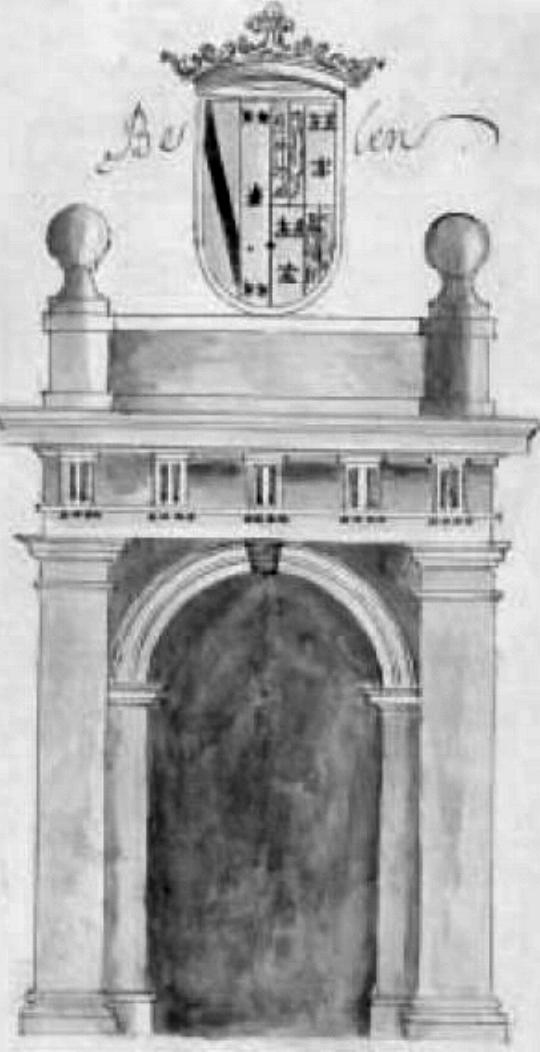
Portada del convento, en su segunda ubicación con las armas de Francisco de Sandoval, I duque de Lerma y de su mujer Catalina de la Cerda como patronos.

En su segunda ubicación, el convento ocupaba una manzana entera donde hoy se sitúa el colegio de San José. 
El segundo convento contaba con una elegante portada de estilo clásico, coronado por el escudo de sus patronos, Francisco Gómez de Sandoval, I duque de Lerma; y su esposa, Catalina de la Cerda.